# The Hills (prima edizione)
La prima stagione del reality considerato spin-off di Laguna Beach è andata in onda sia in America che in Italia nel 2006.
Cast principale: Lauren Conrad, Audrina Patridge, Heidi Montag e Whitney Port.
| nº | Titolo originale              | Titolo italiano                    | Prima TV America | Prima TV Italia  |
| -- | ----------------------------- | ---------------------------------- | ---------------- | ---------------- |
| 1  | New city, new drama           | Città nuova, vita nuova            | 31 maggio 2006   | 11 ottobre 2006  |
| 2  | A change of plans             | Un cambio di programma             | 7 giugno 2006    | 18 ottobre 2006  |
| 3  | An unexpected call            | Telefonata a sorpresa              | 14 giugno 2006   | 25 ottobre 2006  |
| 4  | Lauren and Jason, take 2      | Lauren e Jason parte seconda       | 21 giugno 2006   | 1º novembre 2006 |
| 5  | Jason's birthday              | Il compleanno di Jason             | 28 giugno 2006   | 8 novembre 2006  |
| 6  | Boyfriends and work don't mix | Fidanzati + lavoro = guai          | 5 luglio 2006    | 15 novembre 2006 |
| 7  | Somebody always has to cry    | C'è sempre qualcuno che piange     | 12 luglio 2006   | 22 novembre 2006 |
| 8  | You can just be with me?      | Il compleanno di Lauren            | 19 luglio 2006   | 29 novembre 2006 |
| 9  | Love is not a maybe thing     | In amore non esiste né ma né forse | 26 luglio 2006   | 6 dicembre 2006  |
| 10 | Timing is everything          | La decisione giusta                | 2 agosto 2006    | 13 dicembre 2006 |

## Città nuova, vita nuova
Dopo aver lasciato gli affetti di Laguna Beach, Lauren si trasferisce a Los Angeles per iniziare una nuova avventura al college. Con lei, la sua migliore amica, Heidi, con la quale dividerà l'appartamento e alcuni dei corsi di studio. Mentre LC si mostra determinata nel raggiungere il suo obiettivo - lavorare nel mondo della moda - e riesce ad ottenere il posto di stagista al prestigioso magazine di moda Teen Vogue, Heidi sembra molto più interessata all'ambiente vizioso e mondano di Los Angeles, e spalleggiata dal suo ragazzo, Jordan, e dal suo fedele amico Brian, sempre più affascinato dalla bella Audrina, rincasa tardi rischiando di saltare il suo primo giorno al college. Nel frattempo, LC stringe amicizia con Whitney, compagna di stage, con la quale si trova nei guai quando fanno entrare Heidi ad un party organizzato da Teen Vogue senza aver avuto il permesso.

## Un cambio di programma
Dopo il party, LC viene rimproverata da Lisa, redattrice di Teen Vogue. Il suo stage, così come quello di Whitney, non è compromesso, ma le due imparano che per il loro bene dovranno tenere Heidi lontana dal loro lavoro. Nel frattempo, Heidi stravolge i suoi piani quando riesce ad ottenere un posto di lavoro in un'agenzia che organizza eventi mondani. Annoiata dai corsi e sorpresa di aver ottenuto il lavoro che ha sempre sognato senza alcuno sforzo, Heidi decide di lasciare l'università, notizia che preoccupa molto LC.

## Telefonata a sorpresa
Heidi sbatte il muso contro una difficile realtà quando si accorge che il lavoro da Brent non è quello che aveva immaginato. L'agenzia, infatti, la impegna con attività di segreteria in attesa di una sua maturazione professionale che potrebbe garantirle una promozione. La giornata di Lauren non è altrettanto entusiasmante. Blaine le assegna un compito da fattorino: raggiungere New York per consegnare un importante abito a Lisa. Tuttavia, una sorpresa l'attende al ritorno a Los Angeles: la telefonata di Jason, il suo ex.

## Lauren e Jason parte seconda
LC non è molto convinta delle intenzioni di Jason, che dopo averla invitata a cena le confessa di essere ancora innamorato di lei. Tuttavia, dopo alcuni suoi affettuosi gesti romantici, la ragazza decide di concedergli una seconda possibilità. Alla Bolthouse, Heidi è ancora in crisi perché il nuovo lavoro non la entusiasma, e riceve il colpo di grazia quando Brent comunica allo staff che trascorreranno un weekend di follie a Las Vegas per organizzare un evento al quale lei non parteciperà.

## Il compleanno di Jason
È il compleanno di Jason e LC ha in serbo per lui un regalo favoloso: un set di mazze da golf, lo sport preferito del suo fidanzato. La giornata, tuttavia, prende una piega inaspettata quando Lisa le chiede di assistere uno dei redattori sul set di un servizio fotografico. Mentre LC è affranta dal fatto che non trascorrerà il pomeriggio con Jason ed è preoccupata di poter arrivare in ritardo alla festa di compleanno che ha organizzato insieme agli amici, Audrina ha un appuntamento con Danny, un modello molto affascinante. Più tardi, al ristorante, LC è dispiaciuta quando Jason la trascura per un motivo che al momento ignora.

## Fidanzati + lavoro = guai
Il lavoro tiene impegnate Lauren e Heidi. La prima, dopo aver sostenuto un esame, collabora con lo staff di Teen Vogue nell'organizzazione di un'importante sfilata di moda, durante la quale Whitney viene scelta come indossatrice a causa di una modella che ha disertato la passerella. Heidi, invece, ha finalmente l'opportunità di lavorare ad una serata, ma scopre che è lo stesso giorno in cui lei e Jordan festeggeranno i loro primi sei mesi di fidanzamento. Per non stargli lontano, lo invita al locale dove sta lavorando, ma i due hanno una brutta discussione quando un ex di Heidi si siede al loro tavolo. Lauren si chiarisce con Jason.

## C'è sempre qualcuno che piange
Le festività permettono ai ragazzi di godersi un po' di tempo libero. Heidi è perplessa quando scopre dai suoi amici che i loro Natali trascorsi in famiglia sono sempre filati lisci senza che qualcuno scoppiasse in lacrime. Tuttavia, Jordan le risolleva il morale regalando alla sua fidanzata un cucciolo di cane. Qualche giorno più tardi, durante il veglione di Capodanno, la situazione tra Lauren e Jason degenera quando quest'ultimo si ingelosisce troppo per una telefonata che la ragazza ha ricevuto da un suo ex. Ma Jason riesce a riparare al danno fatto prima dello scoccare della mezzanotte.

## Il compleanno di Lauren
Per evitare di rompere con Jason il giorno del suo compleanno, Lauren decide di mentirgli per non ingelosirlo quando Lisa le assegna un nuovo incarico: selezionare giovani fotomodelli per un servizio fotografico. Le audizioni si svolgono agli studi in cui lavora Audrina, la quale ne approfitta per mettere gli occhi su un ragazzo molto attraente. Dopo aver parlato con Jordan e Brian, Jason scopre della bugia di Lauren. Sorprendentemente non si arrabbia con lei, anzi, le organizza una romantica cena a lume di candela come regalo di compleanno.

## In amore non esiste né ma né forse
La storia d'amore tra Heidi e Jordan sta per terminare definitivamente a causa di futili e ripetute discussioni. Indecisa sulla decisione da prendere, Heidi si consulta con LC ed Audrina. Così, quando comprende di non essere più innamorata, impacchetta le cose di Jordan e gli comunica tra le lacrime che tra loro è finita. Nel frattempo, con l'estate che si avvicina, Jason propone a Lauren l'idea di affittare una casa sulla spiaggia.

## La decisione giusta
Lauren è entusiasta di poter trascorrere l'estate con Jason nella casa sulla spiaggia che lui ha appena affittato. Ma Lisa, l'editrice di Teen Vogue, pone la ragazza di fronte ad una scelta difficilissima quando le offre l'opportunità di frequentare uno stage estivo a Parigi. Lauren riconosce quanto l'occasione sia irripetibile, ma non vuole separarsi da Jason, che dal suo canto non la incoraggia a restare ma le dice che appoggerà qualunque sua decisione. Dopo aver salutato la sua migliore amica Heidi, Lauren prende la sua decisione e raggiunge la spiaggia, lasciando a Whitney l'opportunità di raggiungere la Francia insieme a Lisa.